# Akt (Film)

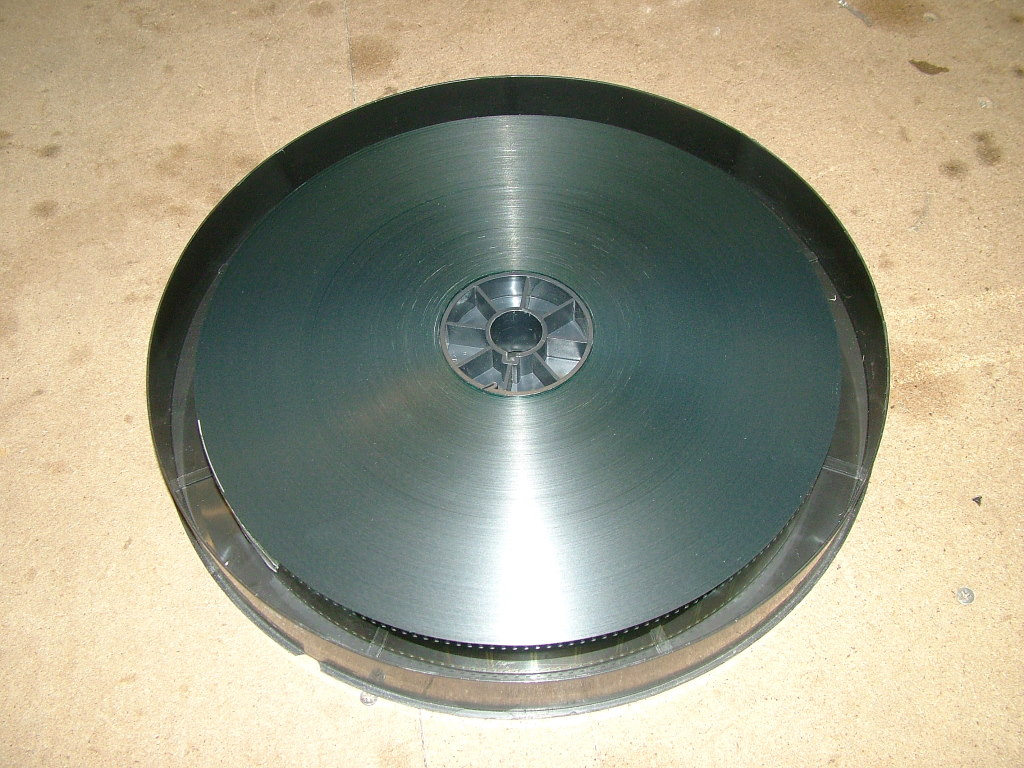
Ein Filmakt in einer Transportdose

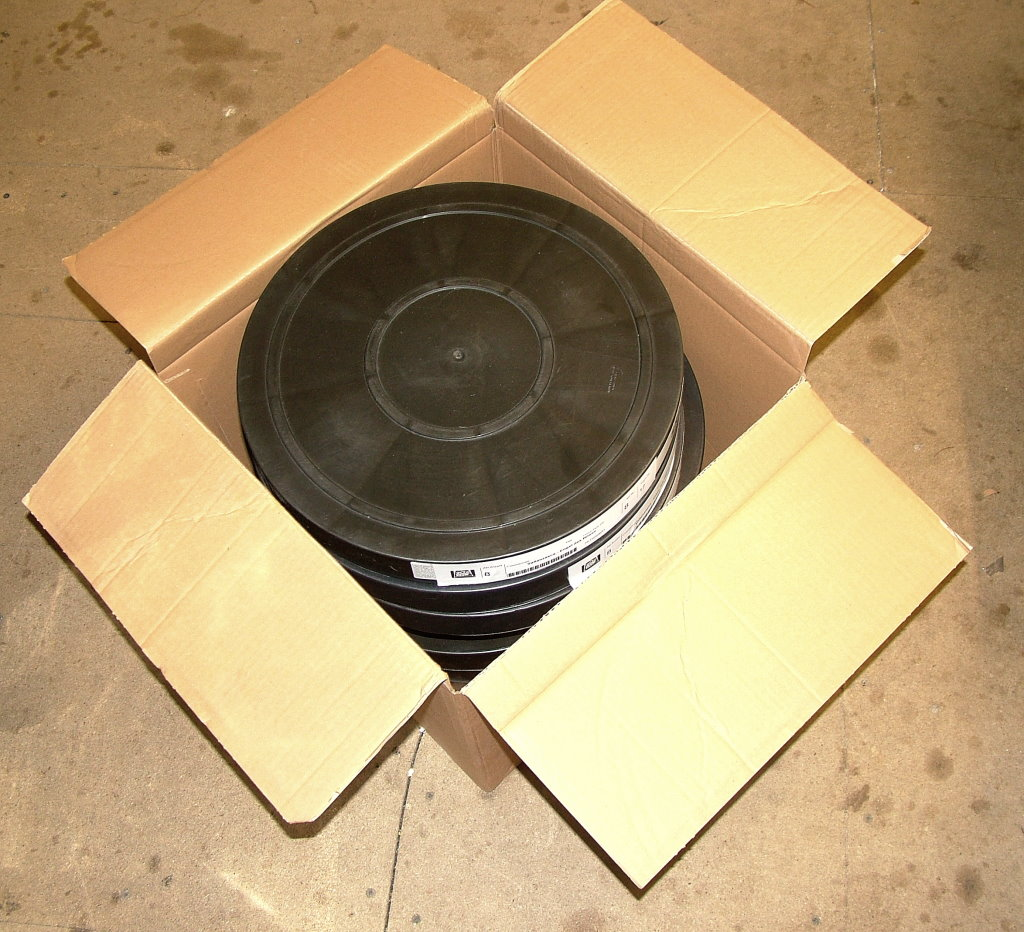
Eine komplette Filmkopie mit acht Akten im Transportkarton

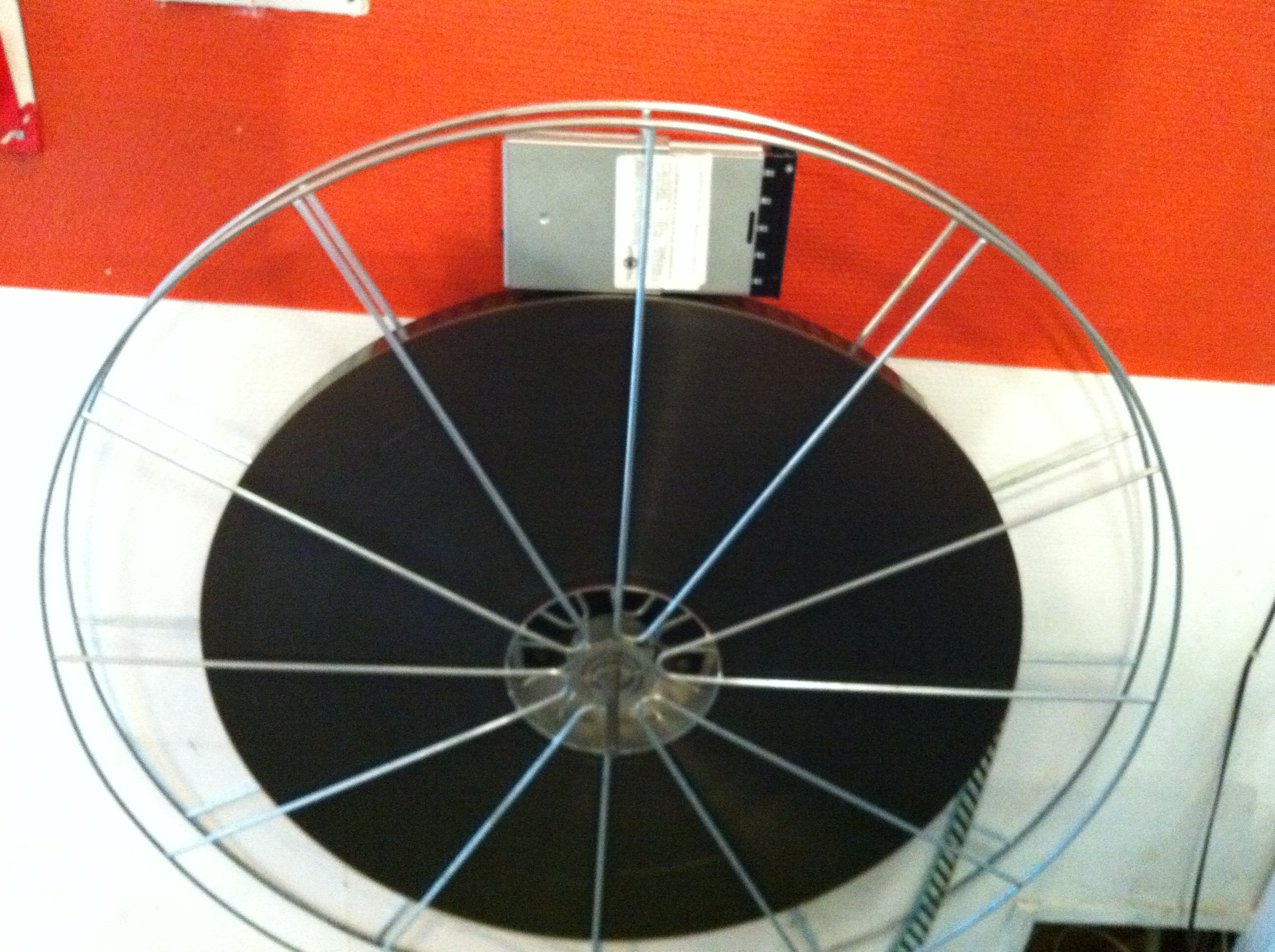
Mehrere gekoppelte Akte auf einer Filmspule, darüber zum Größenvergleich eine im digitalen Kino verwendete Festplatte mit Adaptergehäuse

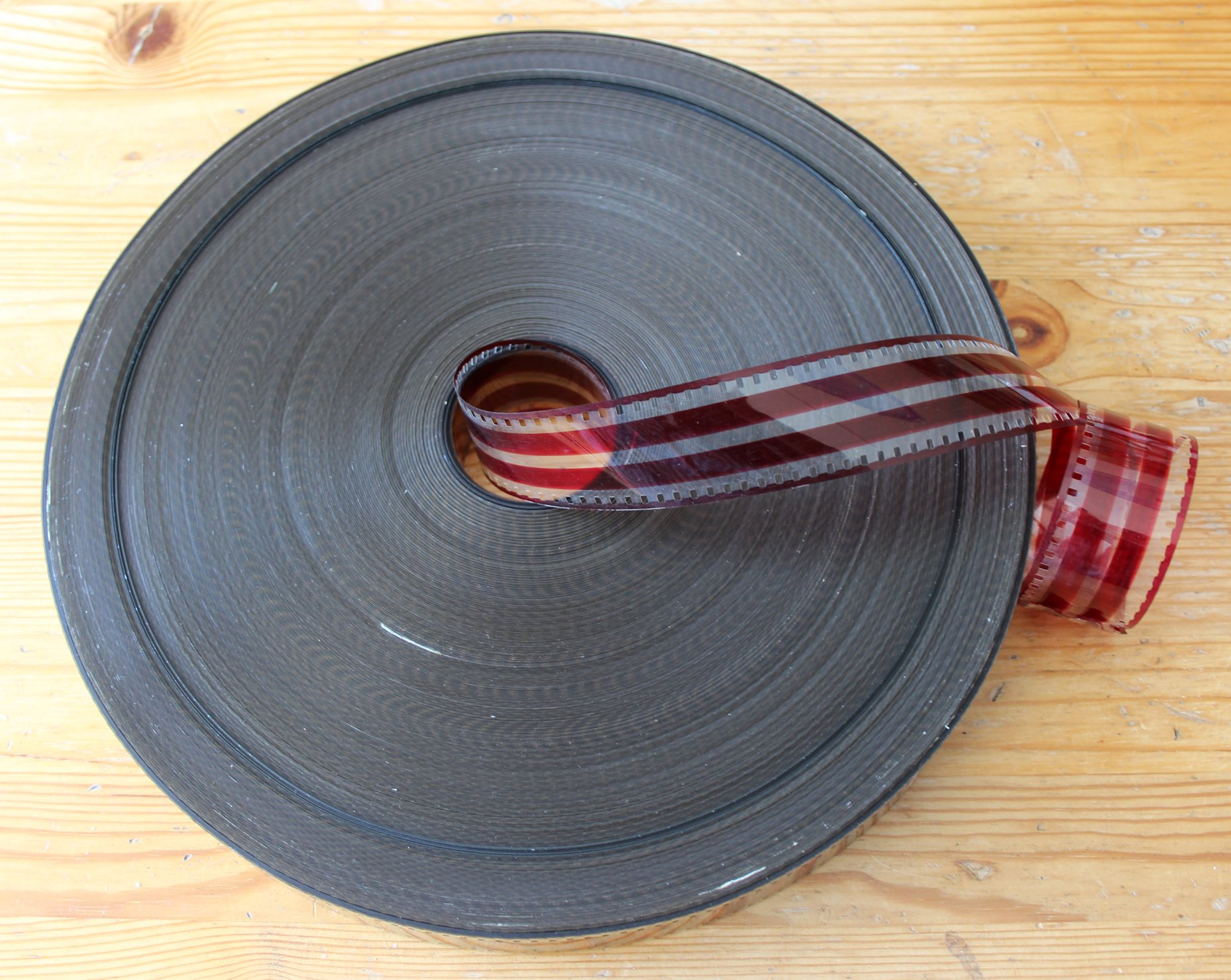
Akt Nr. 1 mit rot-gestreiftem Endeband

Ein Akt (englisch reel) bezeichnet im Film eine einzelne Rolle Film, üblicherweise als Teil eines Kinofilms. Im US-amerikanischen Sprachgebrauch gilt dies sowohl für belichtetes und projektionsfertiges, als auch unbelichtetes Filmmaterial. Je nach Format des Films, der Laufgeschwindigkeit und der Kameraart variiert die Lauflänge einer solchen Filmrolle. 
Der Ausdruck Akt stammt ursprünglich vom Theater, wo ein Akt einen in sich geschlossenen Abschnitt der Handlung umfasst. In der Regel ist ein filmischer Akt etwa 600 Meter lang, was etwa 18 Minuten Laufzeit bei 24 Bildern pro Sekunde entspricht, und somit kürzer als ein Akt im Theater ist, der eine Stunde oder länger dauern kann. 

## Geschichte: Von dramaturgischen zu technischen Gründen
In der Stummfilmzeit von etwa 1895 bis Ende der 1920er-Jahre gab es technisch noch keine Möglichkeit, Geräusche und Sprache simultan zum Bild abzuspielen, weshalb Filme ohne synchronisierten Ton produziert wurden, dem späteren Tonfilm. Stattdessen wurden Stummfilme oft von Live-Musik begleitet oder Sprechern, um die Atmosphäre zu verstärken.
In dieser Zeit betrug die Länge eines Aktes üblicherweise etwa 305 Meter (1000 Fuß) Filmmaterial, was bei einer Drehgeschwindigkeit von 16 bis 18 Bildern pro Sekunde einer Lauflänge von etwa 17 Minuten entsprach. Filmrollen wurden oft in Fuß angegeben, weil das früher die Standardmessung in der Filmindustrie war. Die Projektionsgeschwindigkeit lag meist darüber und wurde üblicherweise mit „Minuten pro Rolle“ angegeben. Der Film Robin Hood aus dem Jahr 1922, mit Douglas Fairbanks in der Hauptrolle, sollte zum Beispiel in einer Geschwindigkeit von 14 Minuten pro Rolle gezeigt werden, Buster Keatons Stummfilmkomödie Sherlock, jr. aus dem Jahr 1924 in elf Minuten pro Rolle. Ein aus einem Akt bestehender Film wird als Einakter (englisch one-reeler) bezeichnet; ein Zweiakter (englisch two-reeler) besteht demnach aus zwei Filmrollen mit einer Lauflänge von etwa 20 bis 24 Minuten.
Das Aufkommen der Mehrakter dauerte etwa zehn Jahre von 1912 bis 1922. In die Zeit fallen die Ausentwicklung des Kinoprojektors selbst, die Elektrifizierung und der Übergang vom Ladenkino zum größeren Lichtspieltheater. Damals wurden die Akte so geteilt, dass sich eine dramaturgische Gliederung des Films ergab. Mit der pausenlosen Filmvorführung im Überblendbetrieb mit zwei Projektoren und später auch durch Langlaufeinrichtungen wurde diese ursprüngliche Bedeutung der Aktteilung weitgehend obsolet. Wsewolod Pudowkin vertritt allerdings noch 1929 eine dramaturgische Gliederung des Films in Filmakte von etwa 20 Minuten Länge. Ein großer Teil der Filmproduktion (etwa von Disney oder mit den Darstellern Laurel and Hardy) bestand bis in die 1930er-Jahre aus Einaktern.
Die Aktlänge hatte technische Motive: Bei den Kohlebogenlampen der Filmprojektoren mussten nach deutlich kürzerer Zeit als der Laufzeit eines kompletten Spielfilms die abgebrannten Elektroden gegen neue getauscht werden, zudem stellte der Filmwickel aus dem damals üblichen Zelluloidfilm mit zunehmender Größe eine starke Brandgefahr da. Man behielt daher die schon zuvor übliche Länge von maximal 610 Meter oder 2000 Fuß (22 Minuten Laufzeit bei Normalfilm) bei. Zwischenzeitlich gab es auch in Deutschland wenig erfolgreiche Bestrebungen, den Versand von Filmkopien auf Akte von 1200 oder 1800 Meter Länge umzustellen. In einigen anderen Ländern ist dies dagegen zu einem Standard geworden.

## Gegenwart: Teilung ohne Unterbrechung
Die Standardlänge einer Rolle 35-mm-Films beträgt heute üblicherweise knapp 305 Meter (1000 Fuß), während sie bei 16-mm-Film bei gleicher Lauflänge etwa 122 Meter (400 Fuß) beträgt. Das entspricht einer Anzahl von 16.000 Bildern je Rolle oder bei der standardisierten Bildfrequenz von 24 Bildern/Sekunde einer Lauflänge von etwas mehr als 11 Minuten, wovon einige Zentimeter zu Beginn der Rolle nicht nutzbar sind, da sie für die Transportmechanik in der Kamera benötigt werden – auch als Start- und Endband bezeichnet.
Die Aktteilung wird so vorgenommen, dass im Bild immer ein Szenenwechsel und im Ton möglichst kein durchgehend lautes Geräusch oder Musik am Aktübergang zu finden sind, da beim Koppeln (zusammenkleben) und Entkoppeln (vgl. Überblendung) von Sicherheitsfilm sowie unsachgemäßer Handhabung von Polyesterfilm jeweils Bilder verloren gehen können. So wird gewährleistet, dass der Aktübergang möglichst ohne deutlich erkennbare Unterbrechung in Bildfluss und Ton ablaufen kann. 
Es kann vorkommen, dass die Akte eines Spielfilms deutlich kürzer als die maximale Länge von ca. 20 Minuten sind, so bestanden die Uraufführungskopien des Films Ben Hur beispielsweise aus 16 Akten, was eine durchschnittliche Aktlänge von lediglich gut 13 Minuten bedeutet. Soll ein Spielfilm mit einer Pause vorgeführt werden, so wird diese auch am Übergang zwischen zwei Akten platziert, wo die Vorstellung am einfachsten unterbrochen werden kann, beispielsweise durch Einkoppeln eines Pausentitels.
Mit dem Einzug der Digitaltechnik entfallen die hier genannten technischen bzw. zeitlichen Einschränkungen zunehmend und dienen heute wieder dramaturgischen Gründen oder zur Einkopplung von Pausen, beispielsweise für Werbung.

## Start- und Endband
Jeder Akt beginnt mit einem Startband und endet mit einem Endband. Diese haben zum einen die Aufgabe, den Filmwickel beim Transport gegen mechanische Beschädigungen von außen zu schützen, zum anderen ermöglichen sie aber auch im Überblendbetrieb das Einlegen der einzelnen Akte in den Projektor, so dass der Akt ab dem ersten Bild wiedergegeben werden kann. Für die Vorführung mit Langlaufeinrichtungen wird der Film gekoppelt, d. h. die Akte aneinandergeklebt, um einen pausenlosen Lauf zu ermöglichen. Dabei werden normalerweise die Start- und Endbänder vom Akt abgeschnitten und die Akte „Bild an Bild“ gekoppelt. Die Start- und Endbänder sollten aber nach der Entkoppelung wieder angeklebt oder beigelegt werden, um auch zu einem späteren Zeitpunkt eine aktweise Vorführung zu ermöglichen. Am Startband wurden zur Kennzeichnung der Akte lange Zeit verschiedenfarbige Allongen verwendet, die später aus Ersparnisgründen oft fehlten.